# Gretchen Hartman
Gretchen Hartman (ur. 28 sierpnia 1897, zm. 27 stycznia 1979) – amerykańska aktorka filmowa. Jej mężem był Alan Hale Sr., z którym miała syna Alana Hale Jr.

## Filmografia
- 1914: A Woman's Folly
- 1915: The Soul of Pierre
- 1919: The House Without Children jako Margaret Walker
- 1922: Do and Dare jako Zita
- 1952: Room for One More jako Przewodnicząca